# Köşebaşı, İpekyolu
Köşebaşı là một xã thuộc huyện İpekyolu, tỉnh Van, Thổ Nhĩ Kỳ. Dân số thời điểm năm 2011 là 744 người.